# Florin Jianu
Florin Jianu (n. 30 decembrie 1976, Slatina, Olt, România) este un manager român.
Este președinte al Consiliului Național al Întreprinderilor Private Mici si Mijlocii din România, singura organizație reprezentativă pentru IMM-uri la nivel național. Din martie până în decembrie 2014 a fost ministru pentru IMM-uri, mediul de afaceri și turism și președinte al Uniunii Europene a Tinerilor Întreprinzători (Young Entrepreneurs of the European Union - JEUNE) din ianuarie 2012 până în martie 2014. De asemenea, din ianuarie 2008 până în martie 2014, Florin Jianu a fost președinte al Patronatului Tinerilor Întreprinzători din România. În luna ianuarie 2017, a fost ministru pentru mediul de afaceri, comerț și antreprenoriat, demisionând la 2 februarie 2017.

## Studii
A absolvit Colegiul Național “Radu Greceanu” din Slatina în 1995, unde a urmat profilul real. În continuare a urmat Departamentul de matematici aplicate în limba engleză din cadrul Facultății de Matematică a Universității din București, programele de masterat în Managementul resurselor umane, precum și Managementul proiectelor europene din cadrul Școlii Naționale de Studii Politice și Administrative.

## Activitate profesională din mediul privat
Florin Jianu are o experiență în domeniul antreprenorial de peste 12 ani activând în consultanță, management și publicitate. Pe de altă parte, activitatea la nivelul neguvernamental a vizat reprezentarea mediului de afaceri de tineret la cel mai înalt nivel, fiind președintele Uniunii Europene a Tinerilor Întreprinzători – JEUNE, organizație care reprezintă peste 400.000 de tineri antreprenori la nivel european. Aceasta este cea mai înaltă funcție deținută de un român în organizațiile de reprezentare a mediului de afaceri. Acțiunile sale s-au concentrat pe consolidarea activității și creșterea reprezentativității organizației, dar și crearea unui dialog direct cu principalele instituții europene, din ianuarie 2012 până în martie 2014.
La nivel național a deținut din anul 2008 până în martie 2014 mandatul de președinte al Patronatului Tinerilor Întreprinzători din România (PTIR), singura organizație patronală care reprezintă tinerii antreprenori cu vârste cuprinse între 18-40 de ani. Activitatea la acest nivel a avut ca obiectiv promovarea intereselor tinerilor întreprinzători, consolidarea culturii antreprenoriale, propunerea de programe și politici care să susțină crearea unui mediu de afaceri adaptat la obiectivele europene. Unul dintre cele mai importante rezultate ale activității la nivelul Patronatului Tinerilor Întreprinzători din România (PTIR) a reprezentat inițierea Programului pentru stimularea înființării și dezvoltării microîntreprinderilor aparținând întreprinzătorilor tineri (S.R.L.-D) prin OUG 6/ 2011. 
Alte structuri în cadrul cărora a activat la nivel neguvernamental au vizat Consiliul Național al Întreprinderilor Private Mici și Mijlocii din România (CNIPMMR), deținând funcția de vice-președinte, Centrul de Consultanță și Management al Proiectelor EUROPROJECT - președinte, Comitetul Economic și Social din România - membru.

## Activitate guvernamentală
În calitate de ministru pentru Mediul de Afaceri, Comerț și Antreprenoriat, la doar o săptămână de la preluarea mandatului a înființat prin ordin de ministru Comitetul Consultativ pentru Antreprenoriat, organism cu rol consultativ ce are ca scop consolidarea parteneriatului cu mediul privat și aprobarea programelor și măsurilor de stimulare a mediului de afaceri din România. Inițiativele în curs de implementare vizează programul "Start-up nation Romania" și Legea prevenției.
În perioada martie - decembrie 2014, Florin Jianu a deținut funcția de ministru al IMM-urilor, mediului de afaceri și turism, fiind unul dintre cei 7 tehnocrați ai Guvernului Ponta III.
De-a lungul celor 10 luni de activitate guvernamentală, 25 de măsuri au contribuit la consolidarea mediului de afaceri și România, dar și a sprijinirea activității industriei de turism. Prima măsură adoptată în Parlament la numai 1 lună de la preluarea mandatului a vizat Legea IMM-urilor - Legea nr. 62/ 2014, cel mai modern act legislativ cu efect asupra mediului de afaceri. Cele mai importante prevederi vizează implementarea "Testului IMM", a "Principiul numărului constant", asigurarea a 0,4% din PIB pentru sectorul IMM, etc. "Strategia guvernamentală pentru dezvoltarea sectorului întreprinderilor mici și mijlocii și îmbunătățirea mediului de afaceri din România - Orizont 2020" a trasat principalul obiectiv care va sta la baza tuturor măsurilor elaborate la nivel guvernamental în acest sens, și anume "România – Țara cu cel mai atractiv mediu de afaceri pentru întreprinderi mici și mijlocii din regiune în anul 2020". Țintele strategice pe care le are în vedere vizează creșterea numărului de IMM-uri cu 41% până la 670.000, precum și cea a numărului de angajați din cadrul IMM-urilor la 3.233.000. O altă măsură adoptată a vizat eliminarea criteriului de vârstă în cazul Programului pentru stimularea înființării și dezvoltării microîntreprinderilor aparținând întreprinzătorilor tineri (S.R.L.-D) - Legea 97/ 2014, astfel încât orice român fără experiență antreprenorială îți poate deschide gratuit o firmă. Legea voucherelor de vacanță (OUG 8/ 2009) a fost elaborată vizând cheltuirea acestor beneficii exclusiv pentru servicii turistice interne, contribuind astfel la dezvoltarea acestei industrii. Măsura este în vigoare începând cu 1 ianuarie 2015. Cea mai apreciată inițiativă de către reprezentanții industriei de turism din România a vizat introducerea T.V.A.-ului de 9% pentru toate pachetele turistice prin modificarea OUG pentru completarea Ordonanței Guvernului nr. 58/1998 privind organizarea și desfășurarea activității de turism în România. Potențialul pe piața de turism în urma implementării acestei măsuri are în vedere suma de 5 miliarde de euro. 
Inițiativele aflate în curs de implementare și elaborare vizează Legea investitorului individual - Business Angel, Legea incubatoarelor de afaceri, Legea privind finanțările participative - crowdfunding, Legea privind mediatorul de credite pentru IMM-uri, precum și Banca pentru Dezvoltare pentru IMM-uri.

## Demisie
Ministrul pentru Mediul de Afaceri, Comerț și Antreprenoriat, Florin Jianu a anunțat în dimineața zilei de 2 februarie că demisionează din Guvern.

## Viață personală
Florin Jianu este căsătorit din anul 2010 și are o fiică.